# The House of the Rising Sun
"The House of the Rising Sun"은 미국의 민요이다. "House of the Rising Sun", 또는 "Rising Sun Blues"란 제목으로도 알려져 있다.
가사의 배경은 뉴올리언스로, 화자는 자신의 잘못된 인생에 대해서 회한을 털어놓고 있다. 가사는 여러 종류가 전해 내려오고 있으며, 화자가 여성인 경우와 남성인 경우가 있다. 가장 널리 알려진 버전은 영국의 애니멀즈(The Animals)가 1964년에 발표한 곡과 존 바에즈(Joan Baez)가 부른 곡이다. 프리지드 핑크(Frijid Pink)도 이 노래를 부른 바 있다.
대개의 민요가 그렇듯 구전을 통해 전해내려온 노래라 작곡자는 알 수 없다. 이 곡의 기원을 연구한 학자들도 서로 다른 주장을 내놓고 있기도 하다. 노래의 가사 해석 역시 의견이 분분하다. 곡의 중심 소재인 '해 뜨는 집(House of the Rising Sun)'이 유곽을 돌려 표현한 것이라고 알려져 있기도 하지만, 루이지애나주의 한 감옥을 뜻하는 별칭이라는 설도 있다. 두 번째 설에 의하면 이 노래의 화자는 젊은 여성이며, 자신의 어머니를 폭행한 노름꾼 아버지를 살해하고 감옥에 수감된 뒤 부른 노래이다.